# World Looking In
World Looking In è un singolo del gruppo musicale britannico Morcheeba, pubblicato il 20 febbraio 2001 come terzo estratto dal terzo album in studio Fragments of Freedom.

## Video musicale
Il videoclip del brano musicale, diretto da Philippe André, è stato pubblicato nel marzo del 2001.

## Tracce
CD singolo
1. World Looking In (Radio Edit) – 3:18
2. World Looking In (Bent Remix) – 6:22
3. Love Sweet Love (feat. Mr Complex (The Nextmen's Full Vocal Remix)) – 4:39

## Classifiche
| Classifica (2001) | Posizione più alta |
| ----------------- | ------------------ |
| Regno Unito       | 48                 |